# Eva Kacanu
Eva Kacanu es una deportista checa que compitió en atletismo adaptado. Ganó dos medallas en los Juegos Paralímpicos de Verano, plata en Atenas 2004 y oro en Pekín 2008.

## Palmarés internacional
| Juegos Paralímpicos | Juegos Paralímpicos | Juegos Paralímpicos | Juegos Paralímpicos |
| Año                 | Lugar               | Medalla             | Prueba              |
| ------------------- | ------------------- | ------------------- | ------------------- |
| 2004                | Atenas (Grecia)     | Medalla de plata    | Peso F54/55         |
| 2008                | Pekín (China)       | Medalla de oro      | Peso F54-56         |